# فورد پینتو
فورد پینتو (انگلیسی: Ford Pinto) یک خودروی ساب کامپکت بود که از سال ۱۹۷۱ تا ۱۹۸۰ توسط شرکت فورد موتور تولید شد. این خودرو به عنوان خودرویی مقرون به صرفه و کم مصرف برای رقابت با خودروهای وارداتی ژاپنی که در ایالات متحده محبوبیت پیدا می‌کردند طراحی شد.
پینتو بر اساس کد سال مدل آن که "P" برای "پروژه" بود و نام اسبی که متعلق به یکی از طراحان فورد بود، نامگذاری شد. این خودرو بر روی یک پلت فرم unibody ساخته شده بود و دارای طرح دیفرانسیل عقب بود.
یکی از قابل توجه‌ترین ویژگی‌های پینتو مخزن سوخت آن بود که در پشت محور عقب قرار داشت و دارای نقص طراحی بود که آن را مستعد پارگی و آتش گرفتن در برخوردهای عقب می‌کرد. این نقص منجر به تعدادی کشته و مجروح و همچنین شکایت علیه فورد شد.
پینتو از طیف وسیعی از موتورها، از جمله یک موتور چهار سیلندر و موتورهای V6 در مراحل تولید خود استفاده می‌کرد. گیربکس چهار سرعته دستی یا سه سرعته اتوماتیک داشت.
علیرغم سابقه بحث‌برانگیز ایمنی، Pinto در بین مصرف‌کنندگان محبوب بود و در طول دوره تولید خود فروش خوبی داشت. با این حال، اعتبار آن به دلیل مسائل ایمنی به شدت آسیب دید و فورد در نهایت این مدل را در سال ۱۹۸۰ متوقف کرد.